# جوناثان بيرغر
جوناثان بيرغر (بالإنجليزية: Jonathan Berger)‏ هو معلم موسيقى وملحن أمريكي، ولد في 1954 في نيويورك في الولايات المتحدة.

## وصلات خارجية
- جوناثان بيرغر على موقع ميوزك برينز (الإنجليزية)